# Caranx melampygus
Caranx melampygus es una especie de peces de la familia Carangidae en el orden de los Perciformes.

## Morfología
Los machos pueden llegar alcanzar los 117 cm de longitud total y los 43,5 kg de peso.

## Distribución geográfica
Se encuentra desde las  costas del Mar Rojo y del África Oriental hasta las Ryukyu y Nueva Caledonia. También desde México hasta Panamá.